# Gò Dầu (město)
Gò Dầu je město v okrese Gò Dầu, ve vietnamské provincii Tây Ninh.
Město Go Dau má geografickou polohu: 
- Severozápad hraničí s obcí Hiep Thanh
- Severovýchodní hranice s obcí Phước Thạnh
- Východ a jihovýchod sousedí s obcí Thanh Phước
- Západ a jihozápad hraničí s obcí sAn Thạnh, okres Bến Cầu .

Gò Dầu je město s největší populací v provincii Tay Ninh a rozkládá se na ploše 6,01 km², populace v roce 2018 byla 33 455 lidí,  hustota obyvatelstva dosahovala 5 566,5 lidí/km².